# Abacetus auratus
Abacetus auratus es una especie de escarabajo terrestre de la subfamilia Pterostichinae.  Fue descrita por Straneo en 1949 y es una especie endémica que se encuentra en la República Centroafricana. 